# Gene Hartley
Leslie »Gene« Hartley, ameriški dirkač Formule 1, *28. januar 1926, Roanoke, Indiana, ZDA, †13. marec 1993, Roanoke, Indiana, Kalifornija, ZDA.
Gene Hartley je pokojni ameriški dirkač, ki je med letoma 1950 in 1962 sodeloval na ameriški dirki Indianapolis 500, ki je med letoma 1950 in 1960 štela tudi za prvenstvo Formule 1. Najboljši rezultat je dosegel na dirki leta 1957, ko je zasedel deseto mesto. Umrl je leta 1993.